# The Deuce (Buslinie)

Das Logo des Betriebs

Ein Bus der „Deuce“ am Las Vegas Strip.

The Deuce oder Deuce on the Strip ist der Name einer Doppeldeckerbus-Linie in Betrieb des RTC Transit in Las Vegas. Die Linie bedient den Las Vegas Boulevard und teilt sich den Streckenverlauf weitgehend mit der Expresslinie SDX. Die Inbetriebnahme war am 27. Oktober 2005.
Der Name The Deuce (engl. für die Zwei) ist ein Wortspiel. Zum einen bezieht sich dieses auf die zwei Etagen der eingesetzten Busse, zum anderen aber auch auf den Ausdruck "Deuce", mit dem im Englischen ursprünglich eine Zwei beim Würfeln bezeichnet wurde und sich damit auf das allgegenwärtige Glücksspiel am Strip bezieht. Zusätzlich kostete eine einfache Fahrt ursprünglich $2. Zwar ist seitdem der Preis erhöht worden und Doppeldeckerbusse werden auch auf anderen Linien in der Stadt eingesetzt, der Name blieb jedoch erhalten.
Die derzeit verwendeten Busse bieten Platz für insgesamt 80 Passagiere, davon 27 auf der unteren und 53 auf der oberen Etage. Sie haben eine Gesamtlänge von ca. 13 Metern. Der Fahrpreis beträgt derzeit $6 für ein 2-Stunden-Ticket und $8 für ein 24-Stunden-Ticket (Stand: Oktober 2019).